# Стів Гено
Стів Гено  (фр. Steeve Guénot, 2 жовтня 1985, Шалон-сюр-Сон) — французький борець греко-римського стилю, срібний призер чемпіонату світу, бронзовий призер чемпіонату Європи, олімпійський чемпіон.

## Життєпис
Боротьбою почав займатися з 1990 року. У 2005 році став бронзовим призером чемпіонату Європи серед юніорів.
Виступав за борцівський клуб «US Métro» Париж. Тренер — Патрік Мурьє.
У 2008 році сенсаційно виграв літні Олімпійські ігри в Пекіні у ваговій категорії до 66 кг. У фіналі переміг киргизького борця Канатбека Бегалієва. На тій же Олімпіаді у ваговій категорії до 74 кг його старший брат Крістоф Гено здобув бронзову нагороду. Золота олімпійська медаль Стіва Гено стала для Франції першою найвищою нагородою у боротьбі з 1936 року.

## Спортивні результати на міжнародних змаганнях

### Виступи на Олімпіадах
| Змагання                    | Збірна  | Вагова категорія                 | Місце  |
| --------------------------- | ------- | -------------------------------- | ------ |
| Літні Олімпійські ігри 2008 | Франція | греко-римська боротьба, до 66 кг | Золото |
| Літні Олімпійські ігри 2012 | Франція | греко-римська боротьба, до 66 кг | Бронза |

### Виступи на Чемпіонатах світу
| Змагання                        | Збірна  | Вагова категорія                 | Місце  |
| ------------------------------- | ------- | -------------------------------- | ------ |
| Чемпіонат світу з боротьби 2005 | Франція | греко-римська боротьба, до 66 кг | 29     |
| Чемпіонат світу з боротьби 2007 | Франція | греко-римська боротьба, до 66 кг | Срібло |
| Чемпіонат світу з боротьби 2009 | Франція | греко-римська боротьба, до 66 кг | 15     |
| Чемпіонат світу з боротьби 2010 | Франція | греко-римська боротьба, до 66 кг | 5      |
| Чемпіонат світу з боротьби 2011 | Франція | греко-римська боротьба, до 66 кг | 12     |

### Виступи на Чемпіонатах Європи
| Змагання                         | Збірна  | Вагова категорія                 | Місце  |
| -------------------------------- | ------- | -------------------------------- | ------ |
| Чемпіонат Європи з боротьби 2007 | Франція | греко-римська боротьба, до 66 кг | 16     |
| Чемпіонат Європи з боротьби 2008 | Франція | греко-римська боротьба, до 66 кг | 20     |
| Чемпіонат Європи з боротьби 2009 | Франція | греко-римська боротьба, до 66 кг | 11     |
| Чемпіонат Європи з боротьби 2010 | Франція | греко-римська боротьба, до 66 кг | Бронза |
| Чемпіонат Європи з боротьби 2011 | Франція | греко-римська боротьба, до 66 кг | 13     |
| Чемпіонат Європи з боротьби 2013 | Франція | греко-римська боротьба, до 74 кг | 10     |

### Виступи на Кубках світу
| Змагання                    | Збірна  | Вагова категорія                 | Місце |
| --------------------------- | ------- | -------------------------------- | ----- |
| Кубок світу з боротьби 2009 | Франція | греко-римська боротьба, до 66 кг | 7     |

### Виступи на інших змаганнях
| Змагання                                                    | Збірна  | Вагова категорія                 | Місце  |
| ----------------------------------------------------------- | ------- | -------------------------------- | ------ |
| Гран-прі Німеччини з боротьби 2008                          | Франція | греко-римська боротьба, до 66 кг | Золото |
| Міжнародний турнір «Cristo Lutte» 2009                      | Франція | греко-римська боротьба, до 66 кг | Золото |
| Міжнародний турнір «Cristo Lutte» 2010                      | Франція | греко-римська боротьба, до 74 кг | Бронза |
| Гран-прі Німеччини з боротьби 2010                          | Франція | греко-римська боротьба, до 74 кг | 14     |
| Кубок Владислава Питласинські 2011                          | Франція | греко-римська боротьба, до 74 кг | 24     |
| Олімпійський кваліфікаційний турнір з боротьби 2012 (Софія) | Франція | греко-римська боротьба, до 66 кг | Золото |
| Середземноморські ігри 2013                                 | Франція | греко-римська боротьба, до 74 кг | Бронза |
| Кубок Владислава Пітласинські 2013                          | Франція | греко-римська боротьба, до 74 кг | 19     |
| Золотий Гран-прі з боротьби 2014 (Париж)                    | Франція | греко-римська боротьба, до 71 кг | 4      |

### Виступи на змаганнях молодших вікових груп
| Змагання                                       | Збірна  | Вагова категорія                 | Місце  |
| ---------------------------------------------- | ------- | -------------------------------- | ------ |
| Чемпіонат Європи з боротьби серед юніорів 2004 | Франція | греко-римська боротьба, до 66 кг | 17     |
| Чемпіонат Європи з боротьби серед юніорів 2005 | Франція | греко-римська боротьба, до 66 кг | Бронза |